# Liste der Monuments historiques in Soligny-les-Étangs
Die Liste der Monuments historiques in Soligny-les-Étangs führt die Monuments historiques in der französischen Gemeinde Soligny-les-Étangs auf.

## Liste der Immobilien
| Bezeichnung             | Beschreibung          | Standort                    | Kennzeichnung | Schutzstatus | Datum | Bild           |
| ----------------------- | --------------------- | --------------------------- | ------------- | ------------ | ----- | -------------- |
| Menhir La Pierre au Coq | aus der Jungsteinzeit | südöstlich des Ortes (Lage) | PA00078237    | Classé       | 1959  | weitere Bilder |

## Liste der Objekte
| Bezeichnung                             | Beschreibung | Standort                      | Kennzeichnung | Schutzstatus | Datum | Bild |
| --------------------------------------- | --- | ----------------------------- | ------------- | ------------ | ----- | ---- |
| Skulptur Heiliger Leodegar              | Holz, farbig gefasst, 15. Jahrhundert                                                                                     | in der Mairie (Lage)          | PM10002185    | Classé       | 1908  |      |
| Hauptaltar                              | Altartisch, Tabernakel, Exposition und Retabel; Holz, farbig gefasst und vergoldet, 17. Jahrhundert; zugehörig PM10004928 | in der Kirche St-Léger (Lage) | PM10004927    | Inscrit      | 2003  |      |
| Gemälde Martyrium des heiligen Leodegar | Ölfarbe auf Leinwand, 19. Jahrhundert, von Arsenne Chrétien                                                               | in der Kirche St-Léger (Lage) | PM10004928    | Inscrit      | 2003  |      |
| Skulptur Heilige Genoveva               | Kalkstein, farbig gefasst, Ende des 16. Jahrhunderts                                                                      | in der Kirche St-Léger (Lage) | PM10004924    | Inscrit      | 2003  |      |
| Wandvertäfelung des Chorraums           | Holz, 17. Jahrhundert | in der Kirche St-Léger (Lage) | PM10004926    | Inscrit      | 2003  |      |